# Erebia apuana
Erebia apuana är en fjärilsart som beskrevs av Ruggero Verity 1923. Erebia apuana ingår i släktet Erebia och familjen praktfjärilar. Inga underarter finns listade i Catalogue of Life.